# Шиндер Антон Павлович
Анто́н Павло́вич Ши́ндер (нар. 13 червня 1987, Суми, Українська РСР, СРСР) — український футболіст німецького[джерело?] походження, нападник німецького «Аммерталя», колишній гравець національної збірної України.
Відомий також виступами у складі такого українського футбольного клубу, як «Таврія» з міста Сімферополь, а також у складі німецьких футбольних клубів, як «Ян» з міста Регенсбург, «Гройтер» та «Аален». Фіналіст кубку України у розіграші 2013–2014 років.

## Життєпис

### Перші роки
Антон Павлович Шиндер народився 13 червня 1987 року в українському місті Суми. Там же, в школі «Зміна», розпочав юнацькі виступи, виступаючи на позиції форварда. Проте за два сезони в ДЮФЛ (2000—2002) Шиндеру не вдалося продемонструвати високої результативності, забивши лише 6 голів у 25 матчах, у тому числі — голи харківському УФК, донецькому УОР та дубль дніпропетровському ДЮСШ-12.

### Ян
2005 року Антон приєднався до німецького клубу «Ян» (Регенсбург) з третьої Бундесліги. Протягом півроку Шиндер був його гравцем, однак взяв участь лише в 2 матчах. У новому клубі Шиндера з юними талантами працював Маріо Баслер, а команду очолював Маркус Вайнцирль.

### Шахтар
Поступовий прогрес молодого сум'янина допоміг Шиндеру привернути увагу донецького «Шахтаря», до складу якого приєднався влітку 2006 року. 29 липня 2006 року він був у запасі дублюючої команди клубу, яка зіграла внічию 0:0 в Луганську, а через два дні відіграв матч Групи В другої ліги в Сумах за «Шахтар-3». Упродовж першого кола того сезону Шиндер відіграв по 5 матчів за дубль Шахтаря і друголіговий «Шахтар-3». За увесь період йому вдалося відзначитися єдиним голом — у виїзному матчі проти головного аутсайдера східної групи другої ліги — запорізького «Металурга-2». А далі в кар'єрі хлопця настав новий поворот — на нього вийшли скаути з Німеччини й запропонували спробувати свої сили у тамтешньому футболі. 19-річний футболіст відповів на новий кар'єрний виклик.

### Гройтер
На початку 2007 року Антон отримав запрошення від німецького «Гройтер Фюрта» з Другої бундесліги, проте основній команді Шиндеру заграти не вдалося, й довелося отримувати ігрову практику в другій команді Фюрта, яка змагалася за підвищення в класі в Оберлізі, п'ятому за рівнем дивізіоні Німеччини. За два сезони там Антон забив 20 голів у 47 іграх, а в останньому чемпіонаті при українцеві дублери піднялися у Південну Регіональлігу (4 дивізіон).

### Аален
Зробив підйом і Шиндер — він повернувся у третю лігу, підписавши контракт з «Ааленом». Антон зіграв 14 матчів. Голами команді допомогти не зміг. За підсумками першого сезону клуб зайняв передостаннє 19 місце і вилетів до Регіоналліги.

##### Повернення в Ян
Після цього Шиндер відправився в знайомий «Ян» (Регенсбург). З другої спроби Антон отримав більше ігрової практики, взявши участь в 29 матчах та забивши 1 м'яч. Але провів у клубі мало часу, тому що на нього чекав новий трансфер.

### Таврія
В червні 2010 року з'явилася інформація про появу Антона Шиндера в тренувальному таборі володаря Кубка України — сімферопольської «Таврії». У першому ж товариському матчі проти місцевої аматорської команди «ІС-Сервіс», Шиндер відкрив рахунок, допомігши команді здобути підсумкову розгромну перемогу. 2 липня 2010 року дворічний контракт з сімферопольським клубом був офіційно підписаний. Вже через два дні його нова команда стартувала у новому сезоні матчем за Суперкубок України, проте Шиндер до заявки не потрапив. За сімферопольську команду Шиндер дебютував 10 липня у матчі 1 туру Прем'єр-ліги проти «Металіста», вийшовши на поле на 73 хвилині замість Олександра Ковпака.
У новій команді відразу став основним форвардом команди та 19 серпня дебютував у єврокубках, вийшовши на другий тайм матчу проти «Баєра 04» замість Дениса Голайдо, але не зміг врятувати команду від розгромної поразки 0-3. У сезоні 2011/12 з 11 голами навіть став найкращим бомбардиром команди та сьомим в усьому чемпіонаті, після чого підписав новий контракт з клубом на чотири роки.

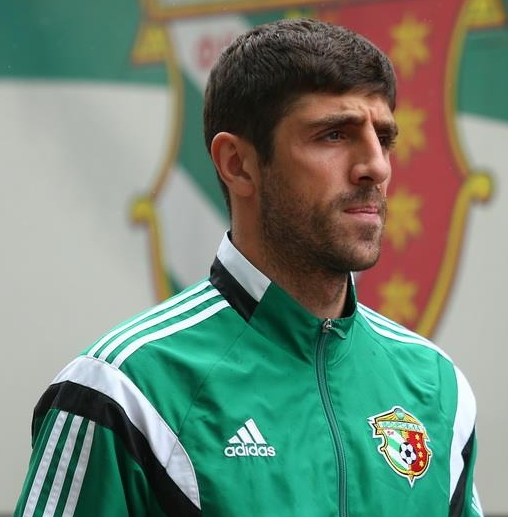
Антон Шиндер у Ворсклі

### Знову Шахтар
15 серпня 2013 року знову став гравцем «Шахтаря», підписавши з клубом контракт на чотири роки. Донецький клуб скористався пунктом контракту Антона Шиндера з «Таврією» про викуп угоди за прописану суму.

### Чорноморець
25 липня 2014 року Шиндер підписав контракт про оренду з іншим українським футбольним клубом — «Чорноморець» з міста Одеса. Контракт було розраховано на один рік. По завершені першого кола, покинув стан «Чорноморця».

### Ворскла
25 лютого 2015 року на правах оренди до кінця сезону 2014-15 перейшов до «Ворскли».

### Амкар
11 липня 2016 року Шиндер підписав контракт з пермським «Амкаром». Угода була розрахована на два роки, але гравець покинув команду вже 7 серпня 2017 року, зігравши у складі пермського клубу 8 матчів і не забивши жодного гола.

#### Статистика виступів
| Клуб | Ліга              | Сезон             | Чемпіонат | Чемпіонат | Чемпіонат | Кубок | Кубок | Кубок | Єврокубки | Єврокубки | Єврокубки | Інші змагання | Інші змагання | Інші змагання | Інші змагання | Всього | Всього | Всього |
| Клуб | Ліга              | Сезон             | Ігри      | Голи      | ГП        | Ігри  | Голи  | ГП    | Ігри      | Голи      | ГП        | Назва         | Ігри          | Голи          | ГП            | Ігри   | Голи   | ГП     |
| --- | ----------------- | ----------------- | --------- | --------- | --------- | ----- | ----- | ----- | --------- | --------- | --------- | ------------- | ------------- | ------------- | ------------- | ------ | ------ | ------ |
| «Чорноморець» О | ПЛ                | 14-15             | 1         | 0         | 0         | 0     | 0     | 0     | 0         | 0         | 0         | —             | —             | —             | —             | 1      | 0      | 0      |
| «Чорноморець» О | Всього            | Всього            | 1         | 0         | 0         | 0     | 0     | 0     | 0         | 0         | 0         |               | —             | —             | —             | 1      | 0      | 0      |
| «Шахтар» Д | ПЛ                | 13-14             | 0         | 0         | 0         | 1     | 0     | 0     | 0         | 0         | 0         | ПД            | 11            | 6             | ?             | 12     | 6      | ?      |
| «Шахтар» Д | Всього            | Всього            | 0         | 0         | 0         | 1     | 0     | 0     | 0         | 0         | 0         |               | 11            | 6             | ?             | 12     | 6      | ?      |
| «Таврія» С | ПЛ                | 13-14             | 4         | 0         | 1         | 0     | 0     | 0     | —         | —         | —         | —             | —             | —             | —             | 4      | 0      | 1      |
| «Таврія» С | ПЛ                | 12-13             | 26        | 4         | 3         | 3     | 1     | 1     | —         | —         | —         | —             | —             | —             | —             | 29     | 5      | 4      |
| «Таврія» С | ПЛ                | 11-12             | 26        | 11        | 6         | 1     | 0     | 0     | —         | —         | —         | МП            | 3             | 5             | ?             | 30     | 16     | 6      |
| «Таврія» С | ПЛ                | 10-11             | 21        | 3         | 7         | 0     | 0     | 0     | 1         | 0         | 0         | ПД            | 3             | 3             | ?             | 25     | 6      | 7      |
| «Таврія» С | Всього            | Всього            | 77        | 18        | 17        | 4     | 1     | 1     | 1         | 0         | 0         |               | 6             | 8             | ?             | 88     | 27     | 18     |
| «Ян» Р | 3БЛ               | 09-10             | 29        | 1         | 2         | —     | —     | —     | —         | —         | —         | —             | —             | —             | —             | 29     | 1      | ?      |
| «Ян» Р | Всього            | Всього            | 29        | 1         | 2         | —     | —     | —     | —         | —         | —         |               | —             | —             | —             | 29     | 1      | 2      |
| «Аален» | 3БЛ               | 08-09             | 14        | 0         | 0         | —     | —     | —     | —         | —         | —         | —             | —             | —             | —             | 14     | 0      | 0      |
| «Аален» | Всього            | Всього            | 14        | 0         | 0         | —     | —     | —     | —         | —         | —         |               | —             | —             | —             | 14     | 0      | 0      |
| «Гройтер Фюрт II» | БФЛ               | 07-08             | 34        | 14        | 0         | —     | —     | —     | —         | —         | —         | —             | —             | —             | —             | 34     | 14     | 0      |
| «Гройтер Фюрт II» | Всього            | Всього            | 34        | 14        | 0         | —     | —     | —     | —         | —         | —         |               | —             | —             | —             | 34     | 14     | 0      |
| «Шахтар-3» | 2Л                | 06-07             | 5         | 1         | ?         | —     | —     | —     | —         | —         | —         | —             | —             | —             | —             | 5      | 1      | ?      |
| «Шахтар-3» | Всього            | Всього            | 5         | 1         | ?         | —     | —     | —     | —         | —         | —         |               | —             | —             | —             | 5      | 1      | ?      |
| «Шахтар» Д | ВЛ                | 06-07             | 0         | 0         | 0         | 0     | 0     | 0     | 0         | 0         | 0         | ПД            | 5             | 0             | ?             | 5      | 0      | ?      |
| «Шахтар» Д | Всього            | Всього            | 0         | 0         | 0         | 0     | 0     | 0     | 0         | 0         | 0         |               | 5             | 0             | ?             | 5      | 0      | ?      |
| «Ян II» | БФЛ               | 05-06             | 2         | 0         | 0         | —     | —     | —     | —         | —         | —         | —             | —             | —             | —             | 2      | 0      | 0      |
| «Ян II» | Всього            | Всього            | 2         | 0         | 0         | —     | —     | —     | —         | —         | —         |               | —             | —             | —             | 2      | 0      | 0      |
| «Ян» Р | ПвдРЛ             | 05-06             | 1         | 0         | 0         | —     | —     | —     | —         | —         | —         | ЮЧ            | 22            | 10            | 0             | 23     | 10     | 0      |
| «Ян» Р | Всього            | Всього            | 1         | 0         | 0         | —     | —     | —     | —         | —         | —         |               | 22            | 10            | 0             | 23     | 10     | 0      |
| Всього за кар'єру | Всього за кар'єру | Всього за кар'єру | 163       | 34        | 19        | 5     | 1     | 1     | 1         | 0         | 0         |               | 49            | 24            | ?             | 218    | 59     | 20     |
| ПвдРЛ — південна регіональна ліга; ЮЧ — юнацький чемпіонат; БФЛ — Баварська футбольна ліга; ЮН — юнацький чемпіонат Німеччини; ВЛ — вища ліга; ПД — першість дублерів; 3БЛ — третя Бундесліга; ПЛ — Прем'єр-ліга; МП — молодіжна першість. |                   |                   |           |           |           |       |       |       |           |           |           |               |               |               |               |        |        |        |
| Останнє оновлення 29 липня 2014 |                   |                   |           |           |           |       |       |       |           |           |           |               |               |               |               |        |        |        |

### Збірна
Навесні 2006 року Шиндера запросили до юнацької збірної України. Під керівництвом Анатолія Бузника Шиндер відіграв два матчі проти однолітків зі Словенії: 3 квітня замінив одноклубника Сироту (матч закінчився з рахунком 1:1), а через два дні вийшов у стартовому складі. Щоправда, відігравши лише 28 хвилин, залишив поле. В подальшому гравець виходив за юнацькі і молодіжні збірні різних вікових категорій.
22 серпня 2011 року Олег Блохін вперше викликав Шиндера до складу національної збірної України на товариські матчі проти збірних Уругваю (2 вересня в Харкові) та Чехії (6 вересня у Празі). В першому матчі Антон просидів всю гру на лавці запасних, а у другій таки дебютував за збірну, вийшовши на 80 хвилині матчу замість Марко Девича. Через місяць Антон знову був викликаний до стану збірної на товариські матчі проти Болгарії та Естонії, проте в жодному з них на поле так і не вийшов.
Вдруге за збірну зіграв більше ніж через рік, 14 листопада 2012 року в товариському матчі проти збірної Болгарії, вийшовши на 76 хвилині замість Євгена Селезньова.

## Титули та досягнення

### Україна
«Шахтар» Донецьк:
- Фіналіст кубку України (1): 2013–2014